# 110073 Leeonki
110073 Leeonki este un asteroid din centura principală de asteroizi.

## Descriere
110073 Leeonki este un asteroid din centura principală de asteroizi. A fost descoperit pe 20 septembrie 2001 la Observatorul Desert Eagle de William Kwong Yu Yeung. Asteroidul prezintă o orbită caracterizată de o semiaxă mare de 2,70 ua, o excentricitate de 0,01 și o înclinație de 3,9° în raport cu ecliptica.